# Emilie Demant Hattová
Emilie Demant Hattová (21. ledna 1873 – 4. prosince 1958) byla dánská umělkyně, spisovatelka a etnoložka.

## Život
Vystudovala umění v Kodani, ale poté, co se v roce 1904 seznámila s Johanem Turim začala studovat sámské jazyky a zajímat se o etnologii. V letech 1907–1908 pobývala v Laponsku a pozorovala stěhování sobích nomádů. Svoje poznatky zveřejnila v knize Johana Turiho Muitalus sámiid birra.